# Saison 1957-1958 de la LIH
Saison précédente Saison suivante
La saison 1957-1958 est la treizième saison de la ligue internationale de hockey.
Les Chiefs d'Indianapolis remportent la Coupe Turner en battant les Rebels de Louisville en série éliminatoire.

## Saison régulière
Les Hornets de Huntington déménagent avant le début de la saison et deviennent les Rebels de Louisville.

### Classement de la saison régulière
| Clt   | Équipe                | PJ | V  | D  | N | BP  | BC  | Pts |
| ----- | --------------------- | -- | -- | -- | - | --- | --- | --- |
| +001, | Mohawks de Cincinnati | 64 | 43 | 16 | 5 | 303 | 176 | 91  |
| +002, | Komets de Fort Wayne  | 64 | 28 | 28 | 8 | 213 | 224 | 64  |
| +003, | Rebels de Louisville  | 64 | 30 | 31 | 3 | 239 | 263 | 63  |
| +004, | Chiefs d'Indianapolis | 64 | 28 | 30 | 6 | 209 | 208 | 62  |
| +005, | Mercurys de Toledo    | 64 | 26 | 32 | 6 | 214 | 248 | 58  |
| +006, | Bruins de Troy        | 64 | 20 | 38 | 6 | 192 | 251 | 46  |

- Champion de la saison régulière
- Qualifié pour les séries éliminatoires

### Meilleurs pointeurs
| Joueur          | Équipe       | PJ | B  | A  | Pts | Pun |
| --------------- | ------------ | -- | -- | -- | --- | --- |
| Warren Hynes    | Cincinnati   | 64 | 41 | 54 | 95  | 33  |
| Bill Sutherland | Cincinnati   | 60 | 55 | 39 | 94  | 43  |
| Marc Boileau    | Indianapolis | 63 | 26 | 61 | 87  | 64  |
| Chick Chalmers  | Louisville   | 64 | 23 | 58 | 81  | 4   |
| Len Thornson    | Fort Wayne   | 64 | 34 | 47 | 81  | 12  |
| Art Stone       | Fort Wayne   | 63 | 21 | 57 | 78  | 71  |
| Bun Smith       | Cincinnati   | 59 | 28 | 49 | 77  | 76  |
| Gordie Cowan    | Toledo       | 61 | 26 | 47 | 73  | 22  |
| Billy Goold     | Cincinnati   | 60 | 19 | 53 | 72  | 64  |
| Pierre Brillant | Indianapolis | 64 | 45 | 26 | 71  | 6   |
| Marius Groleau  | Louisville   | 58 | 32 | 39 | 71  | 24  |

## Séries éliminatoires
Les séries éliminatoires se déroule du 16 mars au 1er avril. Les vainqueurs des demi-finales s'affrontent pour l'obtention de la Coupe Turner.

### Tableau
|  | Demi-finales          | Demi-finales          |                      |   | Finale | Finale |
|  | Demi-finales          | Demi-finales          |                      |   | Finale | Finale |
|  |                       |                       |                      |   |        |        |
|  |                       |                       |                      |   |        |        |
|  |                       |                       |                      |   |        |        |
|  | Mohawks de Cincinnati | 1                     |                      |   |        |        |
|  | Mohawks de Cincinnati | 1                     |                      |   |        |        |
|  | Rebels de Louisville  | 3                     |                      |   |        |        |
|  | Rebels de Louisville  | 3                     | Rebels de Louisville | 3 |        |        |
|  |                       |                       | Rebels de Louisville | 3 |        |        |
|  |                       | Chiefs d'Indianapolis | 4                    |   |        |        |
|  | Komets de Fort Wayne  | Chiefs d'Indianapolis | 4                    | 1 |        |        |
|  | Komets de Fort Wayne  |                       |                      | 1 |        |        |
|  | Chiefs d'Indianapolis | 3                     |                      |   |        |        |
|  | Chiefs d'Indianapolis | 3                     |                      |   |        |        |

### Demi-finales
Pour les demi-finales, l'équipe ayant terminé au premier rang lors de la saison régulière, les Mohawks de Cincinnati, affrontent l'équipe ayant terminé troisième, les Rebels de Louisville, puis celle ayant fini deuxième, les Komets de Fort Wayne, font face à l'équipe ayant pris la quatrième place, les Chiefs d'Indianapolis. Pour remporter les demi-finales, les équipes doivent obtenir trois victoires.
| Date    | Équipe à domicile     | Pointage | Équipe visiteuse      |
| ------- | --------------------- | -------- | --------------------- |
| 16 mars | Mohawks de Cincinnati | 1-5      | Rebels de Louisville  |
| 17 mars | Rebels de Louisville  | 1-5      | Mohawks de Cincinnati |
| 19 mars | Mohawks de Cincinnati | 1-2 (P)  | Rebels de Louisville  |
| 20 mars | Rebels de Louisville  | 6-1      | Mohawks de Cincinnati |

Les Rebels de Louisville remportent la série 3 victoires à 1.
| Date    | Équipe à domicile     | Pointage | Équipe visiteuse      |
| ------- | --------------------- | -------- | --------------------- |
| 16 mars | Komets de Fort Wayne  | 1-3      | Chiefs d'Indianapolis |
| 18 mars | Komets de Fort Wayne  | 5-4 (P)  | Chiefs d'Indianapolis |
| 19 mars | Chiefs d'Indianapolis | 8-2      | Komets de Fort Wayne  |
| 21 mars | Chiefs d'Indianapolis | 3-0      | Komets de Fort Wayne  |

Les Chiefs d'Indianapolis remportent la série 3 victoires à 1.

### Finale
La finale oppose les vainqueurs de leur série respectives, les Rebels de Louisville et les Chiefs d'Indianapolis. Pour remporter la finale les équipes doivent obtenir quatre victoires.
| Date      | Équipe à domicile     | Pointage | Équipe visiteuse      |
| --------- | --------------------- | -------- | --------------------- |
| 23 mars   | Chiefs d'Indianapolis | 4-5 (P)  | Rebels de Louisville  |
| 24 mars   | Chiefs d'Indianapolis | 6-3      | Rebels de Louisville  |
| 26 mars   | Rebels de Louisville  | 1-3      | Chiefs d'Indianapolis |
| 28 mars   | Rebels de Louisville  | 6-3      | Chiefs d'Indianapolis |
| 30 mars   | Rebels de Louisville  | 1-0      | Chiefs d'Indianapolis |
| 31 mars   | Rebels de Louisville  | 2-3 (P)  | Chiefs d'Indianapolis |
| 1er avril | Rebels de Louisville  | 2-3      | Chiefs d'Indianapolis |

Les Chiefs d'Indianapolis remportent la série 4 victoires à 3.

### Effectifs de l'équipe championne
Voici l'effectif des Chiefs d'Indianapolis, champion de la Coupe Turner 1958:
- Entraineur :
- Joueurs : Cliff Hicks, Don Busch, Ron Morgan, Sam Gregory, Alex Viskelis, Lloyd McKey, Germain « Red » Léger, Billy Short, Frank Kuzma, Myron Stankiewicz, Bob Bowness, Pierre Brillant, Marc Boileau, Ken Willey.

## Trophées remis
| Trophée               | Description                       | Vainqueur             |
| --------------------- | --------------------------------- | --------------------- |
| Coupe Turner          | Champion des séries éliminatoires | Chiefs d'Indianapolis |
| Trophée Fred-A.-Huber | Champion de la saison régulière   | Mohawks de Cincinnati |

| Trophée                     | Description                                         | Vainqueur                                 |
| --------------------------- | --------------------------------------------------- | ----------------------------------------- |
| Trophée George-H.-Wilkinson | Meilleur pointeur                                   | Warren Haynes des Mohawks de Cincinnati   |
| Trophée James-Gatschene     | Joueur MVP                                          | Pierre Brillant des Chiefs d'Indianapolis |
| Trophée James-Norris        | Gardien avec la plus faible moyenne de buts alloués | Glenn Ramsay des Mohawks de Cincinnati    |